# Freddie McGregor
Pour les articles homonymes, voir McGregor.
Freddie McGregor (né le 27 juin 1956 à Clarendon en Jamaïque) est un chanteur, musicien et producteur de reggae.

## Biographie
Il a commencé sa carrière à l'âge de 7 ans. Freddie McGregor a collaboré avec les producteurs Junjo Lawes, Linval Thompson et Gussie Clarke. Il est membre des 12 Tribus d'Israël.
Ses titres les plus célèbres sont (entre autres) : Big Ship (qui est aussi le nom de sa société de production & celle de ses enfants), Lovers' Rock, Push Comes To Shove, Just Don't Want To Be Lonely, I Was Born A Winner et Carry Go Bring Come (reprise de Justin Hinds).
Deux de ses enfants sont aussi connus en tant qu'artistes : Daniel "Chino" & Stephen "The Genius" qui est aussi connu pour avoir composé certaines chansons pour l'album Imperial Blaze de Sean Paul.

## Discographie sélective
- 1979 - Freddie (Jackal prod. Niney)
- 1979 - Bobby Bobylon (Studio One)
- 1980 - Showcase (Sonic Sounds)
- 1981 - Love at the First Sight
- 1982 - Big Ship (Thompson Sounds)
- 1982 - I Am Ready (Studio One)
- 1983 - Come On Over (RAS records)
- 1984 - Across The Border (RAS records)
- 1986 - All In The Same Boat (Ras records)
- 1993 - Carry Go Bring Come (Greensleeves)
- 1993 - Legit (avec Dennis Brown et Cocoa Tea)
- 1994 - Zion Chant (1979-1981)
- 1997 - Masterpiece (VP Records)
- 2005 - Comin' In Tough (VP Records)
- 2009 - Mr McGregor (VP Records) - réédition de l'album de 1979.
- 2010 - They Don't Know